# Mutter (singel)
Mutter är en singel av bandet Rammstein från albumet med samma namn. Låten debuterade live den 16 april 2000. Med på singeln finns även låten "5/4", vilket är en mestadels instrumentell låt, som brukade spelas som ett intro till bandets konserter under 2000. Låten finns även med på albumet Battery: A Tribute to Rammstein, fast då i en coverversion av J.P. Melen.
Låten handlar om ett barn som inte föds på ett naturligt sätt utan istället som kommer till via ett experiment. När barnet senare växer upp och förstår detta vill han mörda sig själv och "den moder som ej fött honom". Han lyckas med det senare, men hans självmord misslyckas och i låten ber han om styrka från sin döda moder. Både Till Lindemann och Richard Z. Kruspe har sagt att låten berör deras respektive barndomar och deras olyckliga relationer med sina mödrar.

## Låtlista

### Maxisingel
1. "Mutter" – 3:40
2. "Mutter (Vocoder Mix)" – 4:32
3. "5/4" – 5:30
4. "Mutter (Sono's Inkubator Mix)" – 7:22

### 2-spårs singel
1. "Mutter" – 3:40
2. "5/4" – 5:30